# Công viên Dân tộc học Wielkopolska ở Dziekanowice
Công viên Dân tộc học Wielkopolska ở Dziekanowice (tiếng Ba Lan: Wielkopolski Park Etnograficzny w Dziekanowicach) là một bảo tàng ngoài trời nằm trên bờ hồ Lednica, tọa lạc tại làng Dziekanowice, xã Łubowo, huyện Gnieźnieński, tỉnh Wielkopolskie, Ba Lan. Công viên Dân tộc học Wielkopolska ở Dziekanowice là một chi nhánh của Bảo tàng Piast Đầu tiên ở Lednica. Hoạt động của bảo tàng ngoài trời này tập trung vào việc thu thập, bảo quản và trưng bày các vật kiến trúc và đồ vật có xuất xứ từ khu vực Wielkopolska.

## Lịch sử
Việc xây dựng Công viên Dân tộc học Wielkopolska ở Dziekanowice bắt đầu vào ngày 29 tháng 9 năm 1975. Bảo tàng ngoài trời ra mắt cuộc triển lãm đầu tiên vào ngày 1 tháng 6 năm 1982.

## Triển lãm
Bộ sưu tập của bảo tàng ngoài trời bao gồm các ngôi nhà, công trình chăn nuôi, chuồng trại và các thiết bị. Cụ thể, ngoài các nhà ở, bên trong khuôn viên của bảo tàng còn có một nhà thờ bằng gỗ, một nhà nguyện, một trang viên được xây dựng theo phong cách kiến trúc Baroque với một trang trại, một quán trọ, vài chiếc cối xay gió và một nhà máy nước.